# Montañas Căliman-Harghita
Las montañas Căliman-Harghita (en rumano, Munții Căliman-Harghita) son un grupo de cadenas montañosas en Rumania.
Estas montañas se consideran parte de los Cárpatos Orientales Interiores. Dentro de Rumania, sin embargo, es tradicional dividir los Cárpatos rumanos orientales (Carpații Orientali) en tres grupos geográficos (norte, centro, sur), en lugar de los Cárpatos orientales exteriores e interiores. La categorización rumana incluye todas las montañas Căliman-Harghita dentro de los Cárpatos orientales centrales de Moldavia y Transilvania (Munţii Carpați Moldo-Transilvani).
Los Cárpatos de Moldavia-Transilvania incluyen:
- Montañas Bârgău (Munții Bârgăului)
- Montañas Călimani (Munții Călimani), también conocidas como los Alpes Kelemen
- Montañas de Ciuc (Munții Ciucului)
- Montañas Gurghiu (Munții Gurghiului), también conocidas como Alpes Görgeny
- Montañas Harghita (Munții Harghita), el "cuerpo volcánico más grande de toda Europa"[1]
- Montañas Baraolt (Munții Baraolt)
- Montañas Perșani (Munții Perșani)